# Acoridon
Acoridon is een geslacht van kreeftachtigen uit de klasse van de Malacostraca (hogere kreeftachtigen).

## Soort
- Acoridon manningi Adkison, Heard & Hopkins, 1983